# Кагарлыкский парк
«Кагарлыкский парк» или «Городской парк» (укр. Кагарлицький парк) — парк-памятник садово-паркового искусства общегосударственного значения, расположенный на территории Кагарлыкского района (Киевская область, Украина); является местом отдыха горожан. 
Площадь — 35,5 га.

## История
Парк был заложен в конце 18 века польским графом Яном Тарновским. При следующем владельце Дмитрие Трощинском в парке был построен дворец и продолжил обустраивать парк. В 1918 году был уничтожен дворец и статуи парка. В парке было свыше 700 произведений искусстваː копии греческих и римских статуй, бюстов.
Постановлением Государственного комитета природы УССР от 29 января 1980 года № 105 парку был присвоен статус парк-памятник садово-паркового искусства общегосударственного значения.
Согласно исследованию (2013 год) С. Ефименко и А. Литвиненко, по данным кадастровой карты были выданы земельные участки на территории парка, вопреки законодательству.

## Описание
Природоохранный объект создан с целью охраны садово-паркового ландшафта типичного для лесостепи. Парк внутри жилой застройки города Кагарлык и ограничен улицами Парковая, Стадионная, Шевченка и Любченка. В восточной части парка расположен пруд с островом на реке Росава.
На территории парка есть ботанический памятник природы местного значения «Дуб Гоголя».
Ближайший населённый пункт — город Кагарлык.

## Природа
Парк имеет ландшафтное планирование. Со времени основания в парке было 113 разновидностей деревьев и кустов родом с Европы и Азии. При входе в парк стоят кованые ворота 19 века, в парке находится беседка конца 18 века в виде ротонды.
Сейчас в парке насчитывается 74 вида деревьев и кустарников. Доминирующие видыː дуб обыкновенный, сосна обыкновенная, граб, клён белый, лещина, барбарис, калина. Также здесь растут лиственница сибирская, сосна веймутова, дуб пирамидальный, софора японская. Со времен бывшего леса в пойме Росавы сохранились дубы. Есть дерево вида каркас западный возрастом 150 лет.